# Shitō-ryū
El shitō-ryū (糸東流?) es un estilo de karate fundado en 1931 por Kenwa Mabuni (摩文仁 賢和?).

## Etimología
El término shitō-ryū proviene de las iniciales de los dos grandes maestros de Mabuni. La partícula shi es la inicial del maestro del Shuri-Te, Yasutsune Itosu o Anko Itosu (糸州 安恒), to es la inicial del maestro del Naha-Te, Kanryō Higaonna (東恩納 寛量?) y ryū (流?) significa escuela, técnica, variante o estilo. Así podemos decir que el significado profundo del estilo es una mezcla filosófica de "paz y ayuda" y de los enfoques del karate clásico.

## Historia
Kenwa Mabuni nació en Shuri, Okinawa el 14 de noviembre de 1889. Mabuni fue el descendiente de la decimoséptima generación del famoso guerrero Oni Ufugusuku Kenyu. Probablemente por su pobre constitución física, él comenzó su instrucción en su pueblo natal en el arte del Shuri-Te a la edad de 13 años, bajo el tutelaje del legendario Anko Yasutsune Itosu. Mabuni, entrenó diligentemente durante muchos años, aprendiendo muchas katas de su maestro. Fue Itosu quien al principio desarrolló las katas Pinan, las cuales fueron probablemente derivadas de las formas:  "Kusanku", "Passai","Jion",y "Wanshu" .
Uno de sus amigos cercanos, Chōjun Miyagi (宮城 長順?) (fundador del Karate Gojū-ryū) le presentó a Mabuni a otro grande de ese período, Kanryo Higaonna. Mabuni comenzó a aprender Naha-Te bajo la supervisión de Higaonna. Mientras ambos, Itosu y Higaonna, enseñaban un estilo "fuerte-suave" del estilo okinawense "Te", sus métodos y énfasis tácticos eran un poco diferentes: las enseñanzas de Itosu incluyen técnicas directas, y rápidas para el combate a larga y media distancia, como se ejemplifican en las katas: Kusanku, Jion, Naihanchi y Passai; las enseñanzas de Higaonna hacen énfasis en movimientos circulares y métodos de pelea en la distancia media y corta como se ven en las katas Tensho, Sepai, Kururunfa y Seinchin. El estilo de karate Shitō-ryū en la actualidad se enfoca en ambas variantes técnico- tácticas, buscando ser rápidas, fuertes o suaves.
Mabuni logró fusionar las dos grandes corrientes marciales clásicas del karate de Okinawa, el Shuri Te (首里手?) y el Naha Te (那覇手?), originando el Shitō-ryū actual, uno de los estilos más profundos y sistematizadas, tanto en lo técnico como en lo espiritual y filosófico.
Aunque Mabuni se mantuvo fiel a las enseñanzas de sus dos grandes maestros, él además buscó instrucción adicional de otros maestros, incluyendo a Arakaki Seishō, Shimboku Tawada, Jino Sueyoshi y Wu Xianhui (un maestro chino conocido como Go-Kenki). De hecho, Mabuni fue legendario por su conocimiento enciclopédico de numerosas kata y sus aplicaciones bunkai.
En un esfuerzo de popularizar el karate en el conjunto de Japón, más allá de Okinawa, Mabuni hizo inicialmente muchos viajes a la ciudad de Tokio en 1917 y 1928. Aunque mucho de lo que se conocía como "te" (viene de To Di: mano/puño chino; mientras en japonés "Te" es literalmente "mano") o karate había sido pasado a través de generaciones en secreto, sería su visión la que permitiría que se le enseñara a cualquiera que buscara el conocimiento con honestidad e integridad. De hecho, muchos maestros de su generación mantuvieron visiones similares en el futuro del Karate: Funakoshi Gichin (fundador del estilo Shotokan), otro contemporáneo, se mudó definitivamente a Tokio en la década de los años 1920 para promover el arte marcial del karate en todo el país.
En 1929, Mabuni se mudó a la ciudad de Osaka para convertirse en instructor de karate a tiempo completo del estilo que el originalmente llamó Hanko-ryū (que posteriormente se convirtió en Shitō-ryū (<-- no es cierto, eso fue Goju Ryu (revision pendiente) "... En 1929, durante una presentación en el Dai Nippon Butoku Kai en Japón, se preguntó a uno de los estudiantes de Chojun Miyagi, a Jin'an Shinzato, por el nombre de su estilo de karate. Al no tener un nombre oficial en ese momento, improvisó y mencionó "Hanko-ryu" ("estilo medio duro"). Al regresar a Okinawa, le informó a Miyagi sobre este incidente. Tras reflexionar, Miyagi decidió nombrar su estilo "Goju-ryu" ("estilo duro y suave"), inspirado en una línea del "Bubishi", un texto chino que significa "la forma de inhalar y exhalar es dureza y suavidad"..." para mas información véase Goju Ryu: Gōjū Ryū. 
Así, con la ayuda de su discípulo Ryusho Sakagami abrió varios dojo del estilo Shitō-ryū en el área de Osaka, incluyendo uno en la Universidad de Kansai y el dojo de Karatedō-kai de Japón. Hasta hoy día, la gran mayoría de practicantes del Shitō-ryū en Japón está centrado en el área de Osaka.
El emblema de Shito-Ryu es el escudo de la familia MABUNI. El círculo se puede interpretar como el símbolo de la paz y la armonía (Wa). Las líneas horizontales y verticales representan la caligrafía de la palabra 'ser humano'. El emblema simboliza entonces: "seres humanos en paz y armonía".
Shito Ryu es uno de los 4 estilos más importantes del KarateDo practicados actualmente. Los otros estilos son Shotokan, Goju Ryu, Shorin Ryu y Wado Ryu. Además de estos estilos hay un gran número de sistemas, estilos y de formas familiares del Karatedo, pero todos tienen su origen en la isla de Okinawa.
La isla de Okinawa, es la isla principal del archipiélago de Ryukyu en el este del mar chino. Con la China en el oeste, Taiwán en el suroeste y Japón el noreste forma un puente entre la China y el Japón, sobre el cual llegó la cultura china a la isla principal del Japón. Así fue como las artes marciales de Okinawa, se mezclaron con los diferentes estilos chinos para formar un nuevo sistema. Especialmente por la prohibición de armas y la opresión del pueblo de Okinawa bajo la invasión japonesa, este arte marcial se desarrolló, se mantuvo y se practicó en secreto desarrollándose en muchos estilos de familias.
Los 3 centros de desarrollo de las artes marciales de Okinawa fueron Shuri, la antigua capital con su reinado y sus nobles, Naha, la ciudad en un puerto que representa el centro de comercio asiático, y Tomari, un pueblo de pescadores y campesinos.
Shuri
El maestro más importante en el desarrollo de Shuri-Te fue Peichin Sakugawa (1733-1815) (Tode Sakugawa). Sus maestros fueron Peichin Takahara y el enviado militar chino 'Ku-Shan-Kin', un experto en el boxeo chino. Compañero de Sakugawa fue el maestro Yara de Chatan, quien ha legado algunas Katas de Bo, Sai y una variante de la Kata Kosukun-Dai (Chatanyara no Kosokun). El discípulo más conocido del maestro Sakugawa fue Sokon Matsumura (1809-1894), el maestro principal de Yasutsune (Ankoh) Itosu.
Naha
El maestro más importante de Naha era Kanryo Higashionna (Higaonna 1853-1915). Él fue enseñado por el maestro Aragaki (1840-1918) y permaneció más de 10 años en la China, donde estudió los diferentes artes marciales Chinos. A su retorno a Okinawa comenzó a enseñar su propio sistema. El maestro Higashionna era conocido por su gran fuerza física y sus demostraciones de la Kata Sanchin. Él es reconocido como una de las autoridades de mayor respeto en Okinawa del siglo XIX. Sus discípulos más importantes fueron Chojun Miyagi (Fundador de Goju-Ryu), Juhatsu Kiyoda (fundador de Toon-Ryu), Kanken Toyama, así como Kenwa Mabuni, fundador de Shito-Ryu.
Tomari
Tomari era el hogar de dos maestros muy importantes. Kokan Oyadomari (1831-1905), el maestro de Chotoku Kyan (1870-1945), y Kosaku Matsumora (1797-1898), el maestro de Anko Itosu (1830-1915).
Anko Itosu de Shuri fue uno de los maestros más importantes del arte de Okinawa-Te en el siglo XIX. Él fue el primero en introducir el To-Te en el sistema escolar de Okinawa y con ese fin creó también el sistema de Kata Pinan (mente en calma). Como punto primordial en el arte de To-Te, vio él la Kata (forma tradicional) y el Bunkai (aplicación de Kata) y creó métodos y prácticas estandarizadas.
Sus alumnos más importantes fueron:
Kentsu Yabu (1863-1937)
Chomo Hanashiro (1869-1945)
Gichin Funakoshi (1867-1957)
Moden Yabiku (1880-1941)
Kanken Toyama (1888-1966)
Chotoku Kyan (1870-1945)
Shinpan Shiroma (1890-1954)
Anbun Tokuda (1886-1945)
Kenwa Mabuni (1889-1952)
La frase favorita del fundador Kenwa Mabuni era «¡qué alegre es remar asiduamente, olvidándolo todo, hacia la isla del arte (del karate)!»[cita requerida].

## Características técnicas
El shitō-ryū es una combinación de estilos de los maestros Yasutsune Itosu y Kanryo Higaonna, el cual intenta unir las diversas raíces del karate. Por una parte, el Shitō-ryū tiene la fuerza física y posturas largamente poderosas derivadas del Shuri-te, como en los estilos Shorin-ryū y el Shotokan (松涛館?), por otra parte el Shitō-ryū tiene movimientos circulares y movimientos en ocho direcciones, poder de aliento, características fuertes y suaves del Naha-te y del Tomari-te (泊手?), como en el estilo Gōjū-ryū (剛柔流?). El Shitō-ryū es extremadamente rápido, pero aun así puede ser artístico y poderoso. Además, el Shitō-ryū formaliza y enfatiza cinco formas de defensa, desarrolladas por Mabuni Kenwa, las cuales son conocidas como  Uke no go gensoku (受けの五原則?), Uke no go genri (受けの五原理?) o Uke no go ho (受けの五法?).
Para esquematizar lo anterior podemos decir:
- Shuri-te: Rápido con posiciones naturales y movimientos directos.
- Naha-te: fuerte con posiciones más estables y movimientos circulares.
- Tomari-te: mezcla de las dos anteriores, combinado movimientos fluidos y el uso de la sensibilidad.

Ello ha dado lugar a que en el estilo existan katas del Shuri-te, del Naha-te y del Tomari-te. Esta última surge como una mezcla de las dos anteriores.
Se utilizan fundamentalmente posiciones naturales, ni muy altas, ni muy bajas; no obstante, es frecuente ejecutarlas más abajo en las defensas que en los ataques, hecho que queda claramente reflejado en las katas. Las distintas posiciones se usan en todas las direcciones, coordinando, en el desplazamiento, la acción de la cadera, la tensión y relajación muscular, la respiración y todo el cuerpo con la ejecución de la técnica.
Las técnicas de defensa suelen ser a mano abierta, con un recorrido corto y de forma explosiva, en su ejecución tienen normalmente salida a 45 grados (atrapes que buscan llegar a agarres), aunque la mayoría de las defensas sean de mano abierta, las hay también a mano cerrada, pero estas últimas simplemente buscan evitar el contacto del rival mediante el contacto brusco fuerza contra fuerza. Los ataques y contraataques suelen ser de puño cerrado con recorrido corto y rápido, realizándose generalmente con avances rectos. Las técnicas de mano y pierna suelen usarse dirigidas a (tronco del cuerpo) chudan y (del vientre hacia las rodillas, y tobillos) gedan, aunque en los entrenamientos debido a la influencia del karate como deporte de combate se trabajan también (a la cabeza) yodan, y en salto (tobi).
En su enfoque tradicional (es decir no deportivo) se suele trabajar mucho en parejas, llevando los diversos movimientos de las formas o katas al combate o kumite buscando el control del adversario durante el proceso de la técnica hasta su culminación en un contraataque, manteniendo incluso el control del oponente en el suelo.
También se trabaja el control mental, para desarrollar el autocontrol en situaciones poco corrientes o de peligro, trabajando los reflejos, la agilidad (tanto física como mental) y la rapidez en inmovilizar al adversario lo más rápido posible, o bien el inutilizando de una manera temporal el uso de sus sentidos o articulaciones golpeando o presionando los llamados puntos vulnerables 'atemi' o los puntos vitales o 'kyusho', los cuales permiten adormecer una extremidad, ayudar en el desarrollo de una inmovilización o luxación, dejar inconsciente al oponente, o bien alterar el funcionamiento de diversos sistemas del cuerpo como el nervioso, el linfático, el sanguíneo o el respiratorio. Estas técnicas son las de más alto nivel. En los diferentes estilos de karate, y provienen de las artes marciales chinas.
Además de las técnicas de defensa personal clásicas, como los bloqueos (uke), los chequeos o bloqueos suaves (nagashi-uke) y las esquivas corporales (tai-sabaki), el karate posee muchas otras técnicas como:
- Atemi-waza: Técnicas de control del adversario por golpe a punto vulnerable.
- Kyusho-waza: Técnicas de control del adversario por presión, fricción o golpeo a punto vital.
- Nage-waza: Técnicas de proyección, y derribo.
- Shime-waza: Técnicas de estrangulación.
- Kansetsu-waza: Técnicas de luxación.
- Katame-waza: Técnicas de inmovilización.
- Ibuki-waza: Técnicas de respiración.
- Kappo-waza: Técnicas de tratamiento de lesiones articulares.
- Kuatsu-waza: Técnicas de reanimación corporal.

### Posiciones características
Dentro de las posiciones características de la escuela están:
- Zenkutsu dachi
- Sanchin dachi
- Kokutsu dachi
- Neko ashi dachi
- Shiko dachi
- Heiko dachi

## Obi o grados por cintas siguiendo el esquema (Kyu - Dan)
Los grados y su relación con el color de la cinta generalmente son dispuestos por las federaciones de cada uno de los países o regiones de Shito-Ryu. Existen diez (10) Kyu o cinturones de color antes del cinturón negro, todos estos niveles o grados son preparatorios para obtener el cinturón negro, que es cuando se considera se inicia a practicar el karate en su amplio concepto.
Los cinturones negros se jerarquizan en "danes" en orden ascendente, desde el 1er Dan hasta el 10.º.

### Grados de Preparación (Kyu)
| Etapa de Preparación (Kyu) | Etapa de Preparación (Kyu) | México | México                   | Centroamérica | Centroamérica            | España   | España              |
| Etapa de Preparación (Kyu) | Etapa de Preparación (Kyu) | Cinta  | Cinta                    | Cinta         | Cinta                    | Cinturón | Cinturón            |
| -------------------------- | -------------------------- | ------ | ------------------------ | ------------- | ------------------------ | -------- | ------------------- |
| 10º                        | Juu-Kyu                    |        | Blanco                   |               | Blanco                   |          | Blanco              |
| 9º                         | Kyuu-Kyu                   |        | Amarillo                 |               | Amarillo                 |          | Blanco (2 grados)   |
| 8º                         | Hachi-Kyu                  |        | Naranja                  |               | Naranja                  |          | Amarillo            |
| 7º                         | Shichi-Kyu                 |        | Naranja (2 grados)       |               | Naranja (2 grados)       |          | Amarillo (2 grados) |
| 6º                         | Roku-Kyu                   |        | Verde                    |               | Verde                    |          | Naranja             |
| 5º                         | Go-Kyu                     |        | Verde (2 grados)         |               | Verde (2 grados)         |          | Naranja (2 grados)  |
| 4º                         | Shi-Kyu                    |        | Azul                     |               | Azul                     |          | Verde               |
| 3º                         | San-Kyu                    |        | Azul (2 grados)          |               | Azul (2 grados)          |          | Verde (2 grados)    |
| 2º                         | Ni-Kyu                     |        | Marrón / Café            |               | Marrón / Café            |          | Azul                |
| 1º                         | Ichi-Kyu                   |        | Marrón / Café (2 grados) |               | Marrón / Café (2 grados) |          | Marrón / Café       |
| Sho - Dan                  | Sho - Dan                  |        | Negro                    |               | Negro                    |          | Negro               |

*En algunos Dojos y federaciones, para los alumnos menores de 13 años, se utilizan cintas intermedias (por ejemplo blanco-amarillo) para generar un sistema de progreso y estimulación por el logro.

### Grados de Karate Profesional (Dan)
Los "dan" o grados de karate profesional (cinta negra) son evaluados directamente por la federación internacional y constan de pruebas más estrictas y exhaustivas que en los grados básicos o de preparación. Para aplicar a los diferentes niveles de dan se exigen no sólo tiempo de práctica sino edad mínima.
| Nivel / Dan | Tiempo desde el Grado anterior          | Edad Mínima |
| ----------- | --------------------------------------- | ----------- |
| 1º Dan      | 1 año (mínimo 5 años de práctica total) | 15 años     |
| 2º Dan      | 2 años                                  | 17 años     |
| 3º Dan      | 3 años                                  | 20 años     |
| 4º Dan      | 5 años                                  | 24 años     |
| 5º Dan      | 5 años                                  | 29 años     |
| 6º Dan      | 7 años                                  | 35 años     |
| 7º Dan      | 7 años                                  | 42 años     |
| 8º Dan      | 7 años                                  | 49 años     |

## Katas
Lista de algunas kata o formas, agrupadas orientativamente por grado. Es importante notar que el Shito Ryu, posee alrededor de 64 katas. Incluyendo las modalidades de combate a mano vacía y con armas tradicionales.
Los Kata en Shito-Ryu se organizan en función de los maestros o el origen de cada uno de ellos. El nivel en que se practica o se desarrolla cada uno de ellos dependen del Dojo y la federación de cada país o región.

### Kata según Maestro/Origen[3][4]
| Shuri Te                                          | Naha Te                             | Tomari Te                | Mabuni                             | Aragaki                      | Otros Maestros         |
| ------------------------------------------------- | ----------------------------------- | ------------------------ | ---------------------------------- | ---------------------------- | ---------------------- |
| Yuni No Kata                                      | Gekisai dai ichi (ataque demoledor) | Jiin (patio del templo)  | Aoyagi (sauce verde)               | Niseishi                     | Ananko (luz del sur)   |
| Taikyoku Shodan                                   | Gekisai dai ni                      | Jion (sonido del templo) | Jyuroku (16)                       | Sochin (robusto y tranquilo) | Chatanyara no Kusanku  |
| Heian Nidan Pinan Nidan                           | Kururunfa                           | Jitte (mano del templo)  | Matsukaze (viento entre los pinos) | Unsu (separando nubes)       | Chibana no Kusanku     |
| Heian Sandan Pinan Sandan                         | Saifa (punto de ruptura final)      | Tomari no Bassai         | Myojo (luz de la mañana)           |                              | Matsumara no Anan      |
| Heian Shodan Pinan Shodan                         | Sanchin (tres batallas)             | Tomari no Chintzo        | Shino Kosokun (mirando al cielo)   |                              | Matsumara no Bassai    |
| Heian Godan Pinan Godan                           | Sanseryu                            | Tomari no Wanshu         | Shinsei Ichi (nueva vida)          |                              | Matsumara no Sesan     |
| Heian Yondan Pinan Yondan                         | Seienchin (tempestad en la calma)   |                          | Shinsei Ni                         |                              | Matsumara no Wankan    |
| Chintei                                           | Seisan (media luna)                 |                          | Shinpa (nueva ruptura)             |                              | Rohai (garza blanca)   |
| Bassai Dai (asalto a la fortaleza)                | Sepai                               |                          |                                    |                              | Roppohijate            |
| Bassai Sho                                        | Shisonchin                          |                          |                                    |                              | Haffa (cien pájaros)   |
| Chinshu                                           | Suparinpei                          |                          |                                    |                              | Kakkaku                |
| Chinto / Gankaku (combatiente al este)            | Tensho (manos flotantes)            |                          |                                    |                              | Nipaipo                |
| Gojushiho / Useishi (el fénix)                    |                                     |                          |                                    |                              | Papporen               |
| Ituosu no rohai shodan (Cisne blanco)             |                                     |                          |                                    |                              | Anan                   |
| Ituosu no rohai nidan                             |                                     |                          |                                    |                              | Heiku (tigre negro)    |
| Ituosu no rohai sandan                            |                                     |                          |                                    |                              | Pachu (mover una bola) |
| Kosokun dai (mirando al cielo)                    |                                     |                          |                                    |                              | Paiku (tigre blanco)   |
| Kosokun sho                                       |                                     |                          |                                    |                              |                        |
| Naifanchin shodan (combatiendo el propio terreno) |                                     |                          |                                    |                              |                        |
| Naifanchin nidan                                  |                                     |                          |                                    |                              |                        |
| Naifanchin sandan                                 |                                     |                          |                                    |                              |                        |
| Wandau                                            |                                     |                          |                                    |                              |                        |
| Wanshu (golondrina en vuelo)                      |                                     |                          |                                    |                              |                        |